# Archaeoattacus malayanus
Archaeoattacus malayanus is een vlinder uit de onderfamilie Saturniinae van de familie nachtpauwogen (Saturniidae).
De wetenschappelijke naam van de soort is, als Attacus (Archaeoattacus) edwardsii malayanus, voor het eerst geldig gepubliceerd door Yoshihiko Kurosawa & Yasunori Kishida in 1984.

## Type
- holotype: "male. 15.III.1978"
- instituut: NSMT, Tokyo, Japan.
- typelocatie: "Peninsular Malaysia, Cameron Highlands"